# Фаукарія
Фаукарія (Faucaria Schwantes) — рід багаторічних сукулентних рослин з родини аїзових (Aizoaceae).

## Етимологія

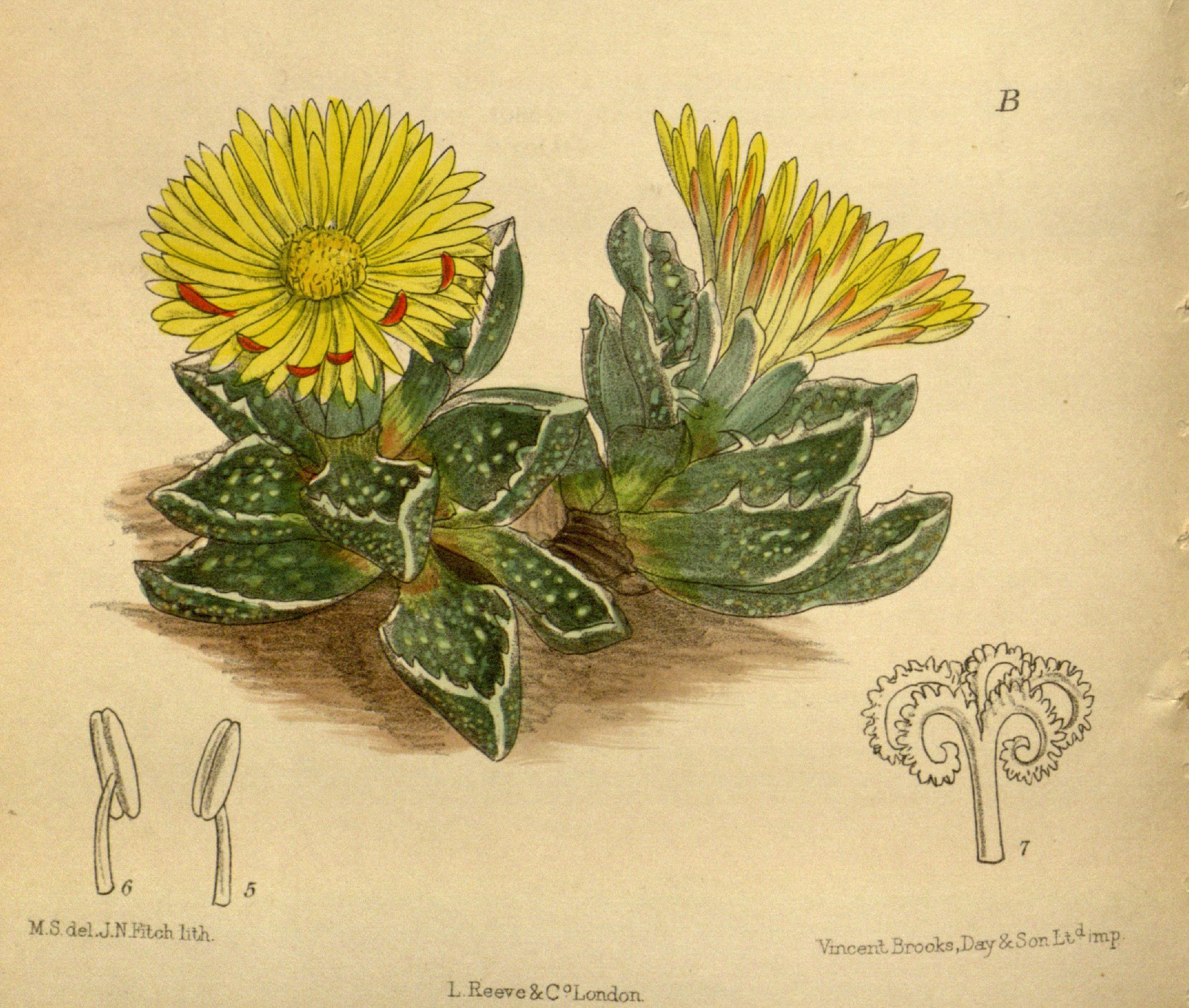
Ботанічна ілюстрація Mesembryanthemum tuberculosum (нині Faucaria felina subsp. tuberculosa (Rolfe) L.E.Groen) 1916 року в ботанічному журналі «Curtis's Botanical Magazine», London., vol. 142 [= ser. 4, vol. 12]: Tab. 8674B

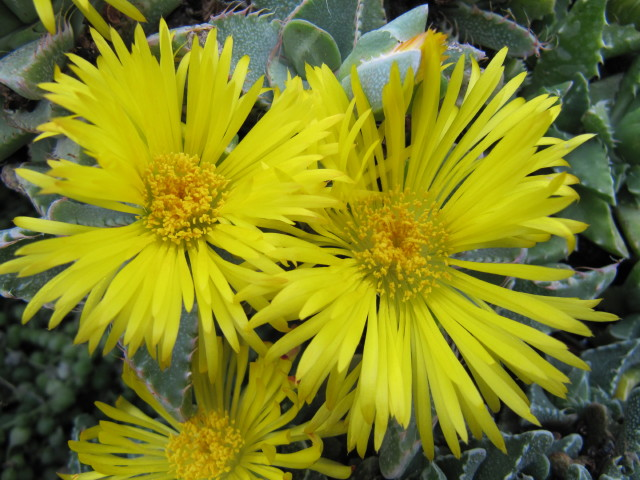
Квіти фаукарії

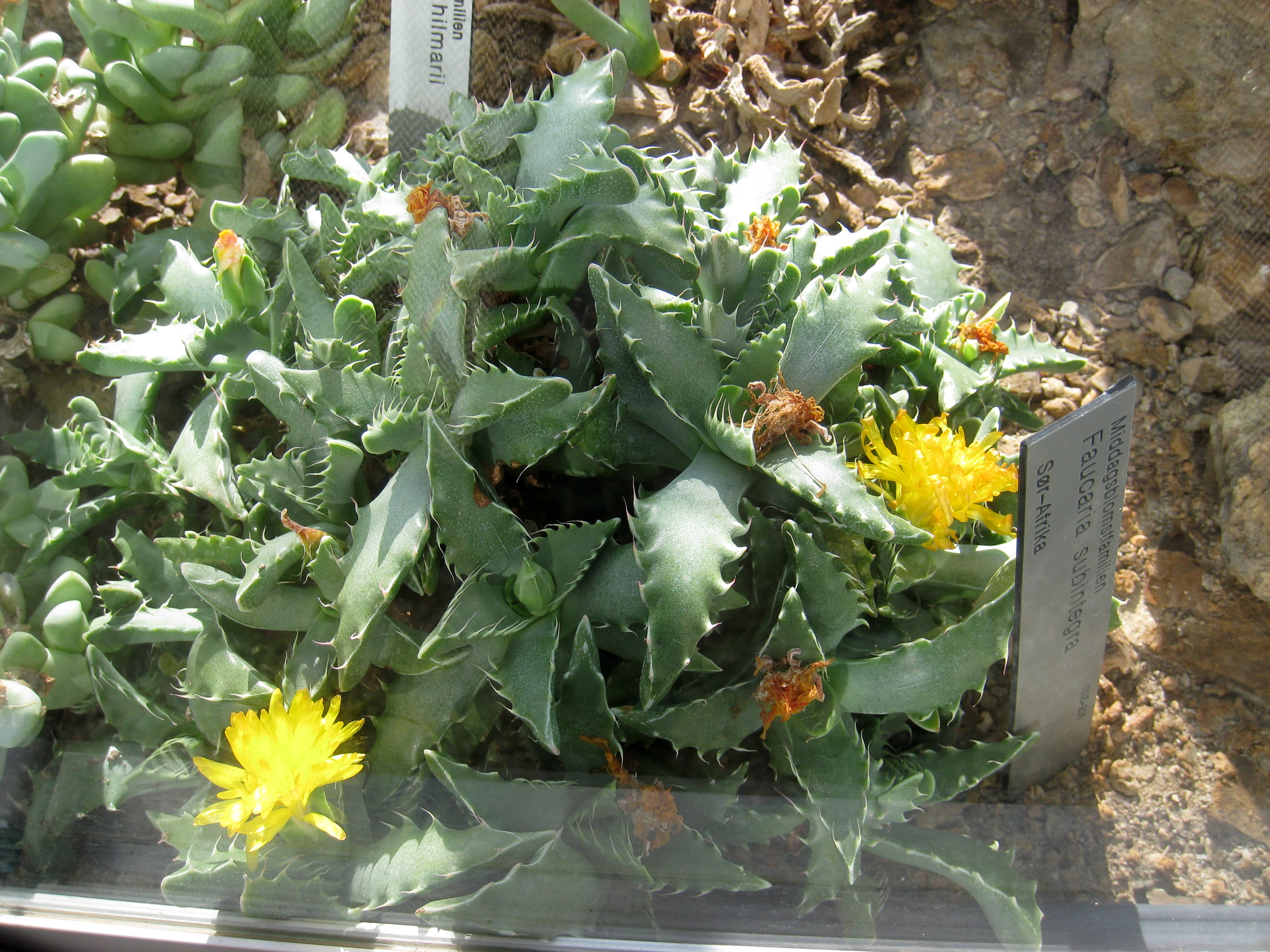
Faucaria subintegra в Ботанічному саду Осло, Норвегія

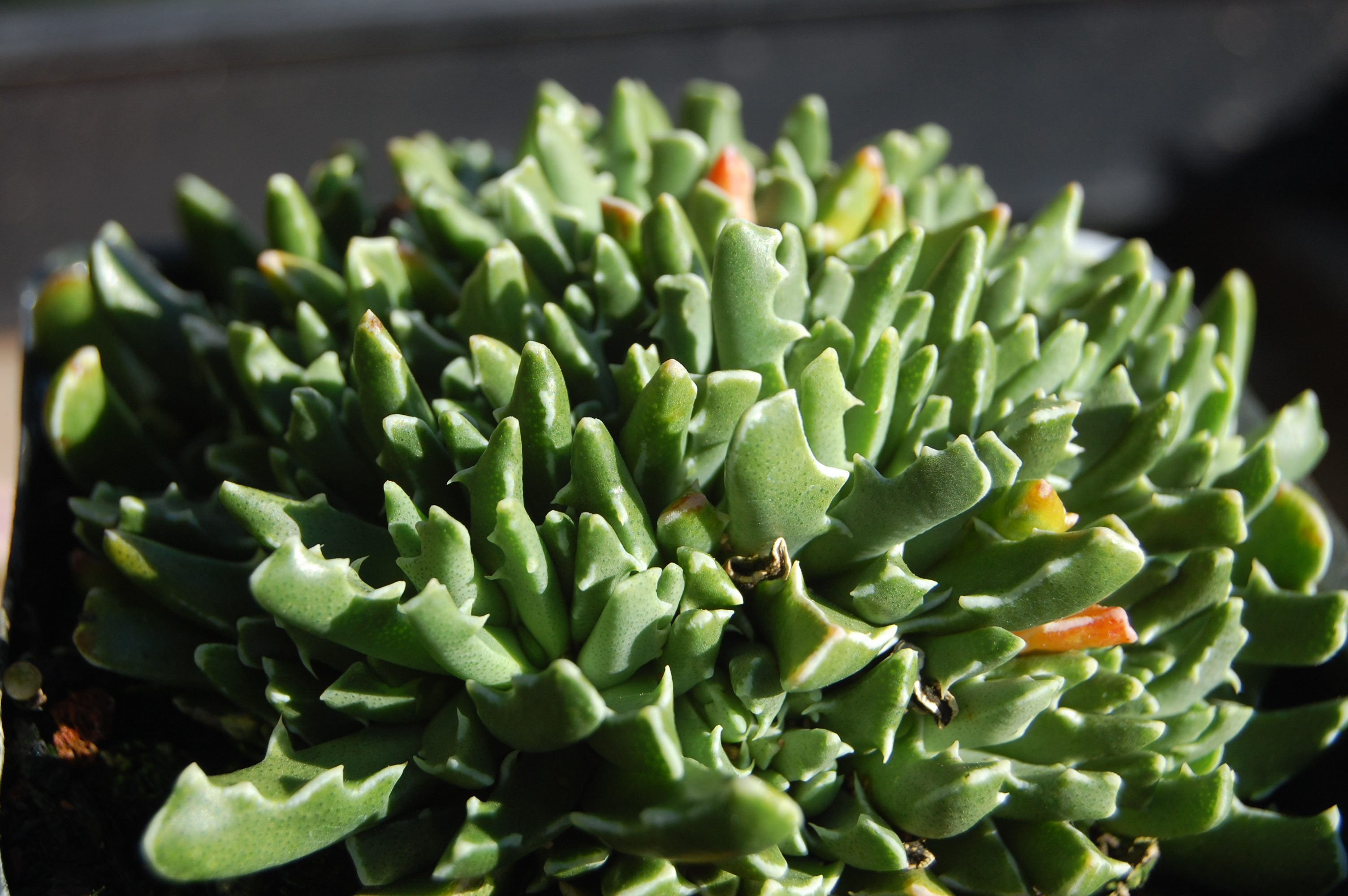
Faucaria bosscheana

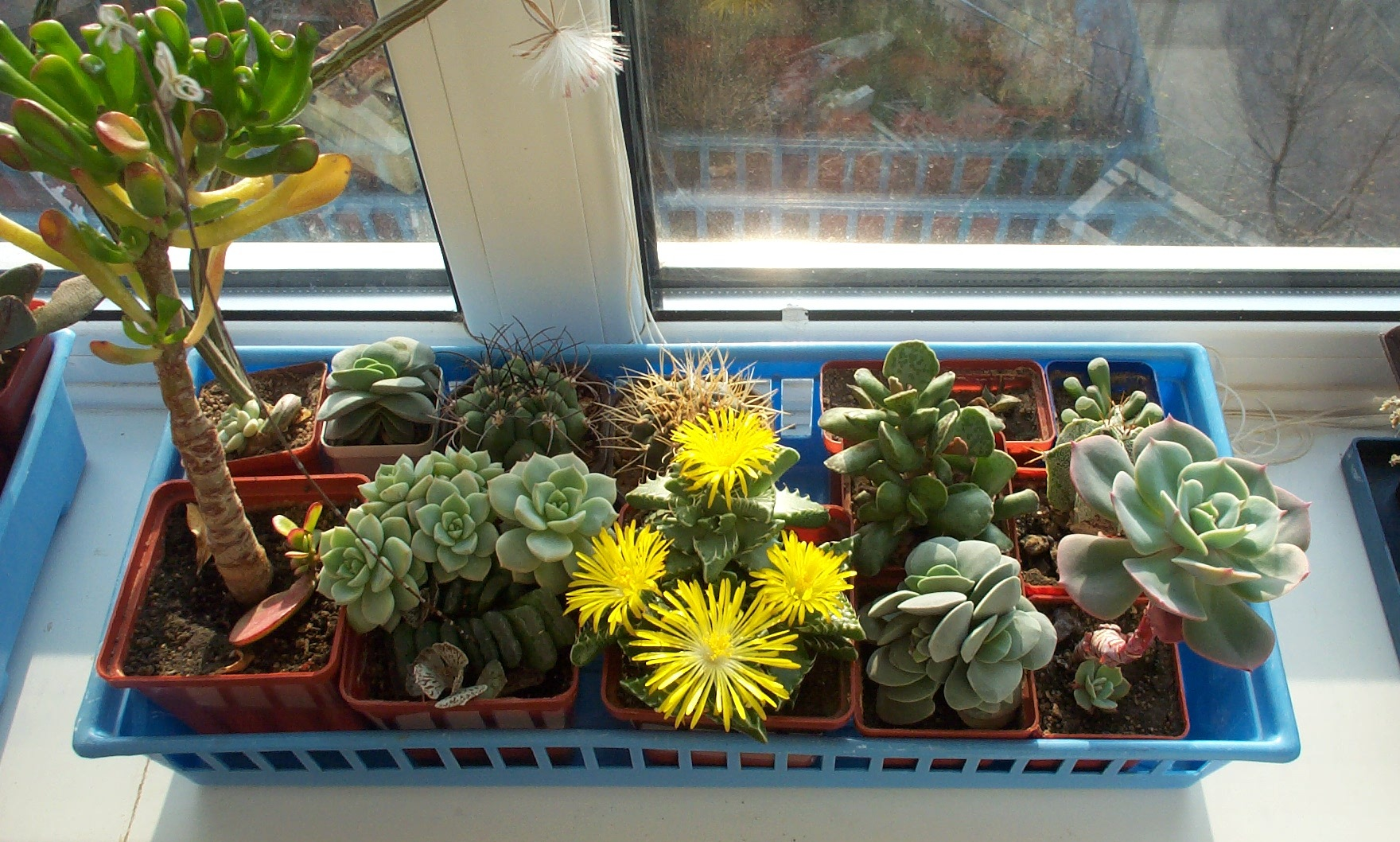
Квітучі Faucaria tigrina і Faucaria felina subsp. tuberculosa серед інших сукулентів на балконі київської квартири

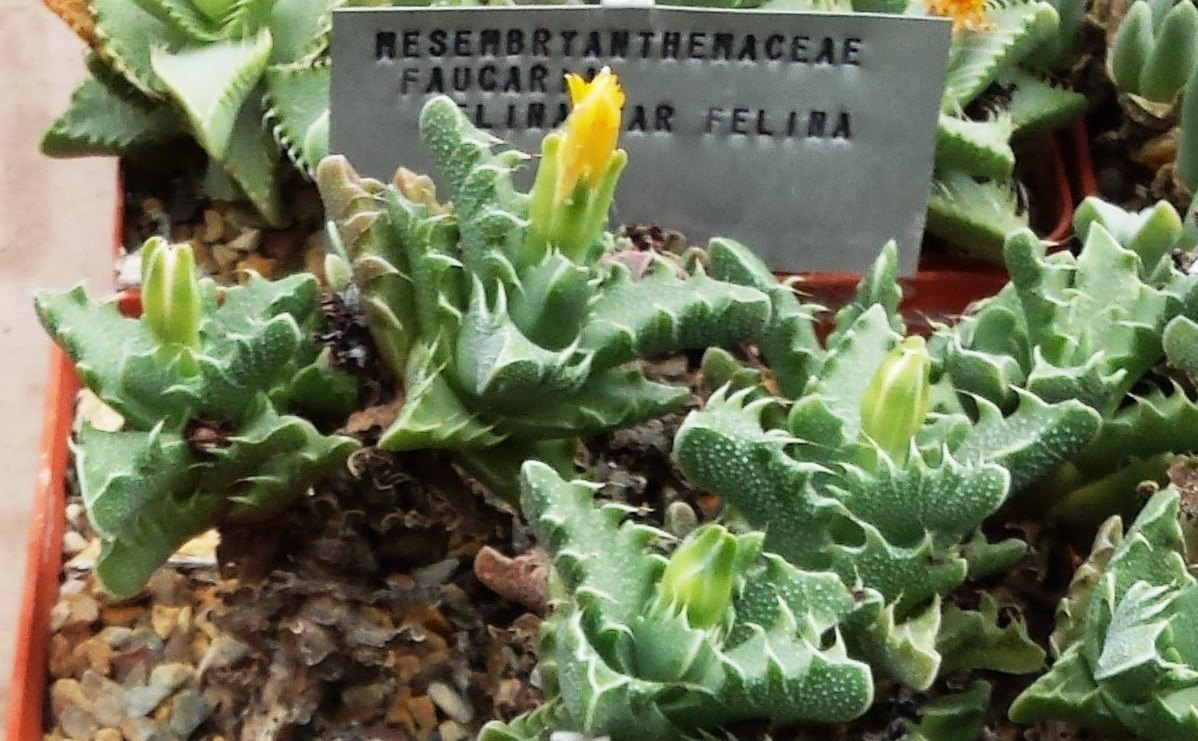
Faucaria felina subsp. felina

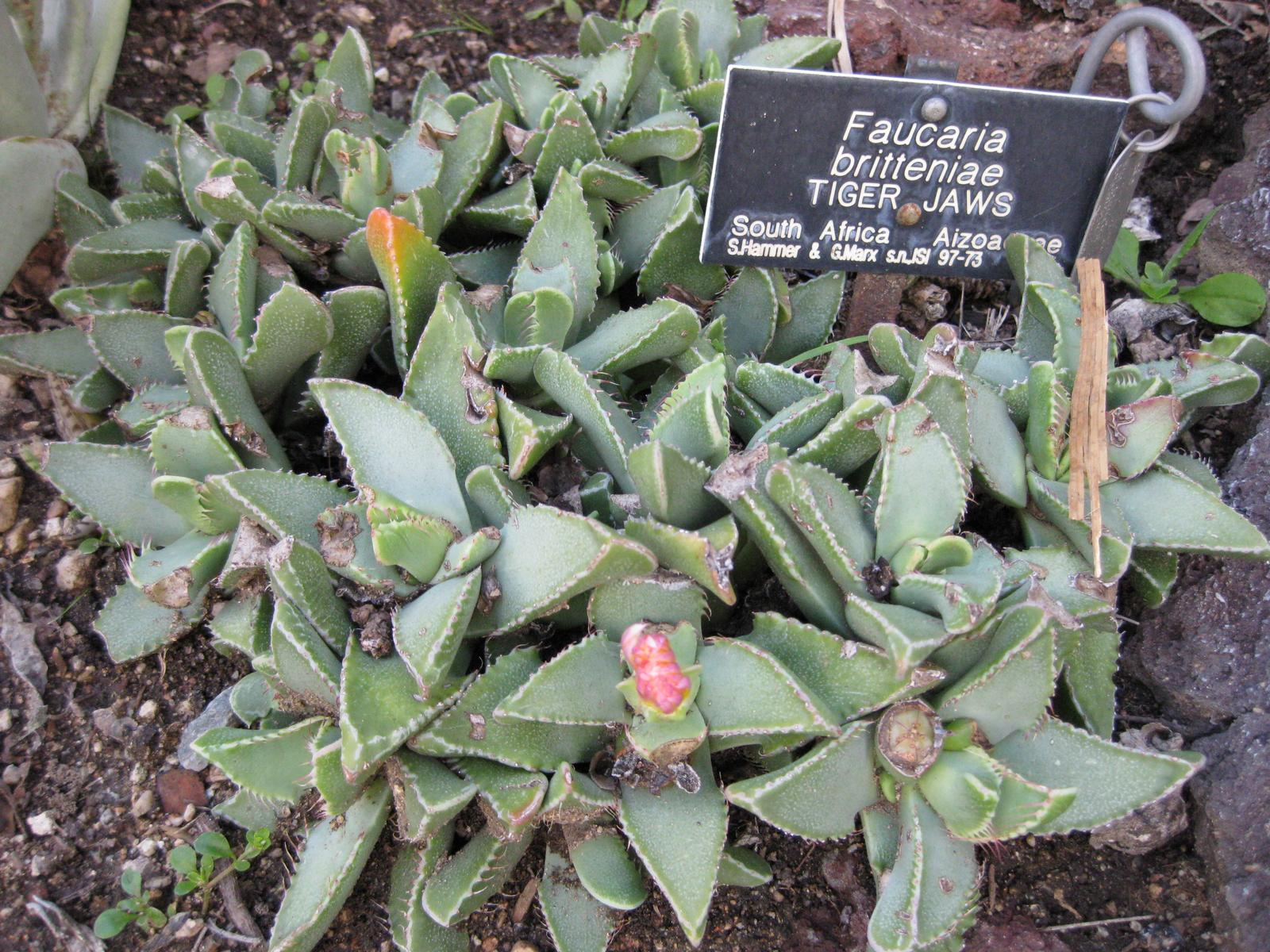
Faucaria felina subsp. britteniae

Родова назва цієї рослини походить латинського слова faux — «паща». Видові назви теж пов'язані з хижаками — «котяча», «тигрова», «вовча»… Це пов'язано із зовнішнім виглядом рослин цього роду, що мають листя із зубцями по краям, що направлені назустріч один одному і нагадують зуби у розкритій пащі.

## Історія та систематика
Рід був описаний німецьким ботаніком Густавом Швантезом в 1926 році. До 1999 року до роду Faucaria зараховували 30 видів, доки голландські ботаніки Грун і Ван дер Майсен не провели ревізію роду, після якої кількість видів скоротилася до 6, головним чином за рахунок того, що більшість скорочених видів була визнана різновидами дуже мінливої Faucaria felina.
Рослини легко утворюють гібриди в межах роду, але міжродові гібриди невідомі.

## Морфологічні ознаки
Багаторічні трав'янисті сукулентні рослини з дуже вкороченим стеблом або й зовсім без нього. Молоді рослини — одиночні, але з віком кущаться, розростаючись в куртини. М'ясисті листки мають плоску верхню поверхню та випуклу нижню з кілем на верхівці. Краї листової пластинки, а іноді і верхня поверхня мають хрящоподібні зубчики. Листки зібрані в розетку з 4—6 розміщених навхрест пар. Квітки одиночні, сидячі, до 8 см в діаметрі, зазвичай жовті або рожево-жовті, розкриваються опівдні. Цвітіння відбувається у серпні—листопаді. Плоди — бочкоподібні 5-гніздові капсули.

## Поширення та екологія
Всі види роду є ендемічними для Південно-Африканської Республіки. Ареал роду розташований в західній частині провінції Західний Кейп і прикордонних районах Східного Кейпа.
Ростуть фаукарії зазвичай під чагарниками на кам'янистих ділянках. Кількість опадів, що випадають в цій місцевості з березня по листопад, складає трохи більше ніж 200 мм на рік, температура повітря влітку піднімається до 50 °С, а взимку опускається до 10 °С і нижче.
Три види сильно локалізовані: Faucaria tigrina зустрічається тільки біля Грехемстауна — центру муніципалітету Макана в Східному Кейпі; Faucaria gratiae була знайдена в 42 км на захід від Грехемстауна, біля села Рібік-Іст; ареал Faucaria nemorosa обмежений невеликою ділянкою поблизу селища Алісдейл в муніципалітеті Сара-Баартман на південному заході провінції Східний Кейп.

## Догляд та утримання
Фаукарії потребують добре освітленого місця розташування, краще під прямими сонячними променями, але обов'язково за наявності хорошої вентиляції. Взимку утримуються сухо при температурі 6—8 °C, але не вище 14 °C. Влітку полив досить рясний, але ґрунт між поливанням має цілком просохнути. Підгодовують 1 раз на 2 тижні добривами для кактусів.
Ґрунт: суміш з дернової землі і грубозернистого піску в співвідношенні 1:2.
Розмножують насінням і стебловими живцями.